# Valcha (přírodní památka)
Valcha je přírodní památka jižně od obce Stráž poblíž osady Valcha v okrese Tachov. Oblast spravuje Krajský úřad Plzeňského kraje.

## Předmět ochrany
Důvodem ochrany je reliktní bor na granitovém podkladu. Z rostlin je na lokalitě významný výskyt vřesu obecného (Calluna vulgaris), brusnice brusinky (Vaccinium vitis-idaea), borůvky černé (Vaccinium myrtillus), metličky křivolaké (Avenella flexuosa), biky hajní (Luzula luzuloides) a jalovce obecného (Juniperus communis). Faunu rezervace tvoří běžné lesní druhy.

## Přístup
Lokalita je velmi dobře přístupná, nachází se na okraji osady Valcha u žlutě značené turistické stezky směrem na Borek u Tachova.